# Hsey Tin
Hsey Tin (en arabe : احسي الطين) est une commune rurale du sud de la Mauritanie, située dans le département de Boumdeid de la région d'Assaba.

## Géographie
La commune de Hsey Tin est située au nord dans la région d'Assaba et elle s'étend sur 413 km2.
Elle est délimitée au nord par les communes de Laftah et de Boumdeid, à l'est par la commune de Nouamline, à l'ouest par les communes de Soudoud et de Lehseira.

## Histoire
Hsey Tin a été érigée en commune par l'ordonnance du 20 octobre 1987 instituant les communes de Mauritanie.

## Démographie
Lors du Recensement général de la population et de l'habitat (RGPH) de 2000, Hsey Tin comptait 1 822 habitants.
Lors du RGPH de 2013, la commune en comptait 3 189, soit une décroissance annuelle de −0,3 % sur 13 ans.

## Économie
L'agriculture est au centre de l'économie de Hsey Tin, comme quasiment toutes les communes de la région. Mais cette économie est fragile car elle rencontre des obstacles à son développement, notamment les conditions climatiques ou le manque de moyens des agriculteurs. Pour faire face à ces obstacles, l'état ou différentes ONG financent des projets qui améliorent les conditions de vie des habitants.